# Lucien Martin (rugby)
Pour les articles homonymes, voir Lucien Martin et Martin.
Lucien Martin, né le 28 septembre 1920 à Pau et mort le 6 février 2008 à Billère, est un joueur français de rugby à XIII et de rugby à XV, qui a joué à Pau XIII puis avec l'Équipe de France de rugby à XV et la Section paloise au poste de talonneur (1,70 m pour 75 kg). 
Lucien Martin a été moniteur d'éducation physique, puis limonadier. 

## Carrière de joueur

### En club
- Pau XIII
- Section paloise

### En équipe nationale
Il a disputé son premier test match le 1er janvier 1948 contre l'équipe d'Irlande et le dernier contre l'équipe d'Écosse, le 14 janvier 1950.

## Palmarès

### Rugby à XIII
- Championnat de France de première division :
  - Finaliste : 1940

### Rugby à XV

#### En club
- Championnat de France de première division :
  - Champion (1) : 1946
- Coupe de France :
  - Finaliste (1) : 1946

#### En équipe nationale
- Sélections en équipe nationale : 6
- Sélections par année : 5 en 1948, 1 en 1950
- Tournois des Cinq Nations disputés : 1948, 1950